# Polygonia hollandi
Polygonia hollandi är en fjärilsart som beskrevs av Gunder 1927. Polygonia hollandi ingår i släktet Polygonia och familjen praktfjärilar. Inga underarter finns listade i Catalogue of Life.